# 339 Dorothea
Dorotea (ufficialmente 339 Dorothea) è un asteroide della fascia principale del diametro medio di circa 38,25 km. Scoperto nel 1892, presenta un'orbita caratterizzata da un semiasse maggiore pari a 3,0124447 UA e da un'eccentricità di 0,0945455, inclinata di 9,92973° rispetto all'eclittica.
Stanti i suoi parametri orbitali, è considerato un membro della famiglia Eos di asteroidi.
Il suo nome è dedicato all'astronoma Dorothea Klumpke Roberts, moglie dell'astronomo Isaac Roberts, e che fu la prima donna a laurearsi in scienze matematiche all'università della Sorbona.